# 波多野修
波多野 修（はたの おさむ、1947年1月9日 - ）は、東京都出身のプロゴルファー。

## 来歴
18歳からゴルフを始め、学習院大学時代は1967年の関東学生で9位タイ、1968年の関東学生では5位タイに入る。
卒業後の1971年にプロ入りし、1977年の阿蘇ナショナルパークオープンでは初日を野口茂・金井清一・藤井義将・尾崎将司と並んでの2位タイでスタートすると、最終日には上野忠美・前田新作と並んでの7位タイに入った。
1978年の関東オープンでは初日、ラフが深いゆえにグリーンの難しさもあってアンダーパーは9人であった中、ハーフを4バーディーと好スタートを切り、5バーディーの67でまとめて首位に立った。それまでは堅いプレーでスコアを一つでも縮めると、それをなんとか守り切ろうとするのが欠点であったが、関東オープン初日にはスタートからバーディーを取りまくり、途中からベストスコア賞30万円に執着して初のトーナメントリーダーになった。2日目には猛暑とラウンド時間が6時間というスローペースに苦しめられたが、3アンダーとスコアを伸ばし、通算8アンダー136と2位に5打差付けて首位を守った。2番でボギー、3番で3パットのダブルボギーを叩いたが、次のティーグラウンドに立った時には「気楽にバーディを取ればいい」と落ち着く。その結果がバーディーで上手い具合に気分転換すると、8、9、10番と3連続バーディー、その後も3バーディー、1ボギーの独走状態となり、初めての2日連続60台での首位となる。3日目には連日の暑さとピンの位置の難しさでスコアを崩し、通算4アンダーと後退して謝敏男（中華民国）に並ばれた。最終日にはショートホールの6番で第1打をOBして崩れ、上原宏一と並んでの10位タイに終わった。
続く関東プロでは2日目に69をマークして竹安孝博・小林富士夫・佐藤正一と並んでの7位タイ、3日目には佐藤と共に金井・矢部昭・内田袈裟彦・草壁政治と並んでの6位タイに着け、最終日には68をマークして青木功・中嶋常幸・横島由一に次ぐと同時に金井・草壁・尾崎将・謝敏・山田健一・中川泰一を抑えての4位 に入った。
1979年には全英オープンに日本予選から出場したが、初日、2日目共に79の10オーバーで中嶋・横井ジョウジと共に予選落ちに終わっている。
現在は神奈川県茅ヶ崎市のゴルフ練習場「茅ヶ崎フラワーゴルフ」インストラクター。